# Klaus Borchard
Klaus Borchard (* 1. März 1938 in Münster) ist ein deutscher Architekt, Stadtplaner und Hochschullehrer. Borchard ist Altrektor der Rheinischen Friedrich-Wilhelms-Universität Bonn und ehemaliger Vizepräsident der Hochschulrektorenkonferenz.

## Leben
Klaus Borchard studierte nach seinem Abitur 1958 Architektur und Städtebau an der Technischen Hochschule München. Dort wurde er 1958 Mitglied der katholischen Studentenverbindung K.D.St.V. Agilolfia im CV, später noch anderer CV-Verbindungen. Nach dem Studium war er 1964 bis 1966 Wissenschaftlicher Mitarbeiter im Institut für Städtebau und Wohnungswesen München der Deutschen Akademie für Städtebau und Landesplanung. 1966 wechselte er als Regierungsbaureferendar in die Bayerischen Staatsbauverwaltung, 1967 erfolgte die Ernennung zum Regierungsbaumeister (Assessor). 1968 wechselte er zur Promotion an die Technische Universität München und war dort als Wissenschaftlicher Assistent und Oberingenieur im Institut für Städtebau und Raumplanung tätig. 1974 wurde er mit der Arbeit Der Flächenbedarf der Siedlung und ihre Folgekosten: Prämissen, Bestimmungsfaktoren, Entwicklungstendenzen promoviert.
Nach einer kurzen Auslandstätigkeit als Planer der Isfahan / Shahreza - New-Town im Iran folgte 1976 die Berufung als Professor auf den Lehrstuhl für Städtebau und Siedlungswesen an der Rheinischen Friedrich-Wilhelms-Universität Bonn als Nachfolger von Edmund Gassner. Er wurde gleichzeitig Direktor des Instituts für Städtebau, Bodenordnung und Kulturtechnik der Universität. 1983 wurde er zum Professor Visitante der Universidad de Chile in Santiago de Chile ernannt.
1990 wurde Borchard Dekan der Landwirtschaftlichen Fakultät der Universität Bonn, 1992 bis 1994 war er Prodekan. 1997 bis 2004 war Klaus Borchard Rektor der Rheinischen Friedrich-Wilhelms-Universität Bonn. In den Jahren 1998 bis 2002 war er Vizepräsident der Hochschulrektorenkonferenz (HRK).
Borchard ist seit 1983 Mitglied des Deutschen Rats für Landespflege, in den Jahren 1991 bis 2005 fungierte er als Geschäftsführendes Vorstandsmitglied.

## Mitgliedschaften und Ehrenämter
- seit 1974: Mitglied der Architektenkammer Nordrhein-Westfalen
- 1991 bis 1995: Mitglied und Vorsitzender des Wissenschaftlichen Beirats der Bundesforschungsanstalt für Landeskunde und Raumordnung beim BMBau (heute Bundesinstitut für Bau-, Stadt- und Raumforschung (BBSR) im Bundesamt für Bauwesen und Raumordnung)
- seit 1998: Mitglied im Wissenschaftlichen Beirat des Instituts für Landes- und Stadtentwicklungsforschung (ILS) des Landes Nordrhein-Westfalen
- seit 2003: Mitglied im Vorstand des vhw-Bundesverbands für Wohneigentum und Stadtentwicklung, Berlin
- 2003–2004: Vizepräsident, 2005–2006: Präsident der Akademie für Raumforschung und Landesplanung (ARL), Hannover
- seit 2003: Mitglied der Deutschen Akademie für Städtebau und Landesplanung (DASL), Berlin
- Mitglied im Kuratorium des Deutschen Volksheimstättenwerkes, Berlin
- Ehrenvorsitzender des Alumni-Clubs der Universität Bonn

## Auszeichnungen
- 1998: Orden Andrés Bello durch den Staatspräsidenten von Venezuela
- 1999: Capo-Circeo Preis (deutsch-italienischer Kulturpreis) für seine Verdienste um die deutsch-italienische Freundschaft
- 2002: Ritter des Ordens der Ehrenlegion (Chevalier de la légion d’honneur) für sein Engagement um die deutsch-französische Zusammenarbeit in Forschung und Lehre
- 2008: Bundesverdienstkreuz am Bande für seine herausragenden Leistungen in der Forschung und seine Verdienste für die Wissenschaftsregion Bonn

## Schriften
- Orientierungswerte für die städtebauliche Planung. Deutsche Akademie für Städtebau und Landesplanung, Berlin 1968.
- mit Georg Schöning: Städtebau im Übergang zum 21. Jahrhundert. Krämer, Stuttgart 1992, ISBN 3-7828-1124-0.
- mit Hans Waldenfels: Zukunft nach dem Ende des Fortschrittsglaubens. Alber 1998, ISBN 3-495-47900-7.
- Opfer nationalsozialistischen Unrechts an der Universität Bonn. Bouvier, Bonn 1999, ISBN 3-416-02917-8.
- Bonn. Vom Provisorium über die Bundeshauptstadt zur Bundesstadt. Bouvier, Bonn 1999, ISBN 3-416-02872-4.
- mit Johannes Rau und Paul Mikat: Transparenz für die Wissenschaft. Bouvier, Bonn 1999, ISBN 3-416-02894-5.